# Triamcinolon acetonid
Triamcinolon acetonid je potentniji tip Triamcinolona. On je oko 8 puta efektivniji od prednizona. Triamcinolon acetonid ne treba da se koristi u slučajevima tuberkuloze, ili netretiranih fungalnih, bakterijskih, viralnih (npr. herpes) infekcija bez lekarskog pregleda. Veoma mali broj nuspojava je uočen u toku kliničkih istraživanja. Negde 5% pacijenata je imalo upaljeno grlo, i 2% je imalo problema sa pojačanim kašljem. Predoziranje je malo verovatno, i efekti takvog jednog predoziranja su uglavnom ograničeni na gastrointestinalne probleme. Maksimalna doza za odrasle i decu (uzrasta 6-12) je 220 mg dnevno.
Serija injekcija sa triamcinolon acetonidom ili nekim drugim kortikosteroidom može smanjiti rast tkiva ožiljaka na mestima hirurškog zaseka.
Triamcinolon acetonid se isto tako koristi u veterinarskoj medicini kao sastojak topičkih masti.

## Spoljašnje veze
- MedLine Plus
- WebMD
- Drugs.com
- MedicineNet.com

|  | Molimo Vas, obratite pažnju na važno upozorenje u vezi sa temama iz oblasti medicine (zdravlja). |